# Estação Ramos
Ramos é uma estação de trem do Rio de Janeiro.

## História
Foi inaugurada em 1886. Ninguém sabia porquê Ramos assim se chamava. Como eu trabalhava na Prefeitura, fiz a pesquisa. Resultado: tive as maiores decepções até descobrir a quem pertenciam as terras da estação de trem. Estas pertenciam à família Fonseca Ramos, que cedeu uma faixa para colocar o trem, em 1886, mas com a condição de fazer uma estação para a família quando essa viesse passar o fim de semana no sítio. Antes, era de São Francisco Xavier direto até a Penha. A inauguração da estação de Ramos foi em 23 de outubro de 1886. (João Gonçalves de Lima Filho e Bete Silva, 2004),  
A data de 23 de outubro acabou sendo considerada o aniversário  do bairro de Ramos e de toda a Zona da Leopoldina. 

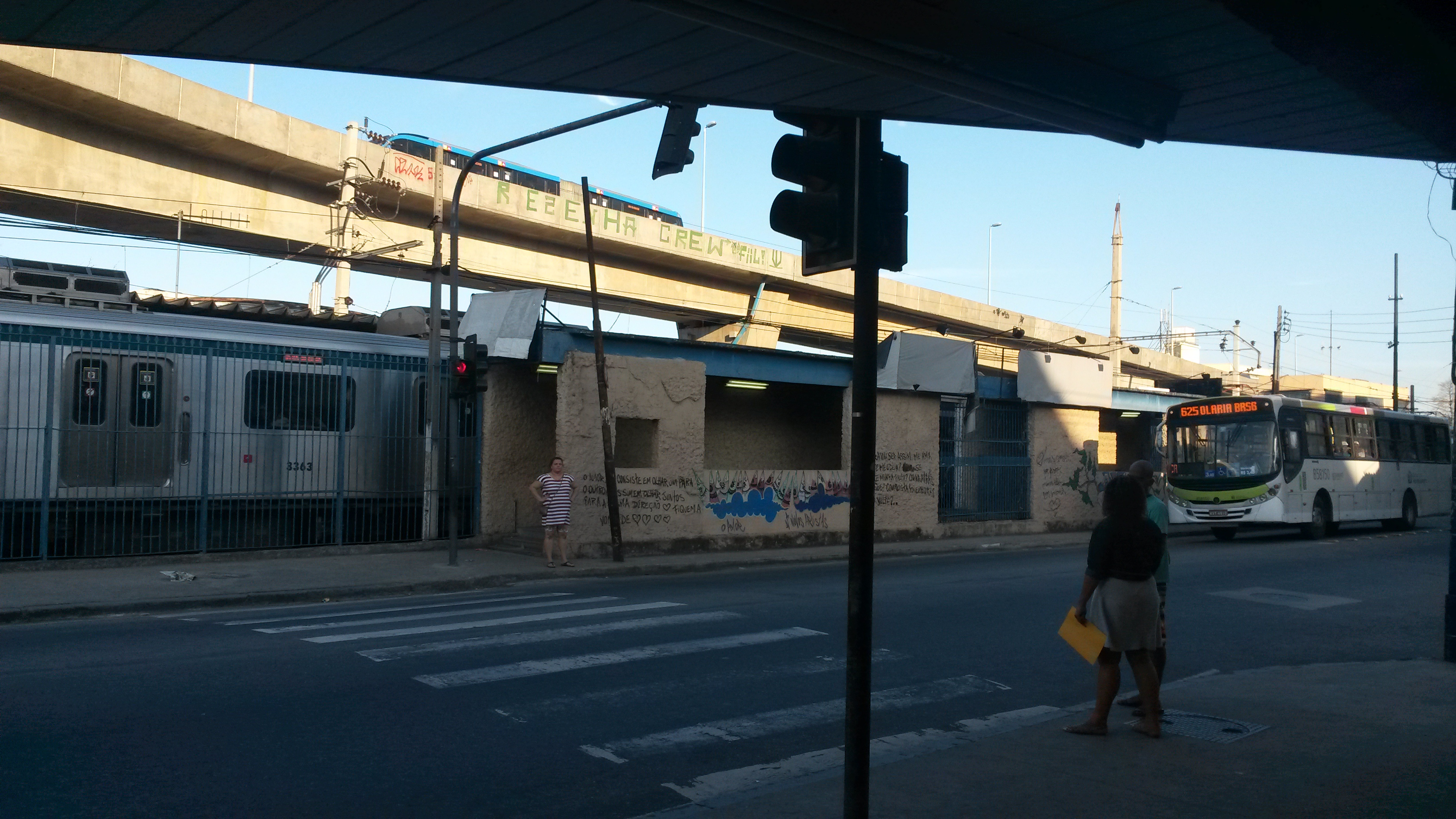
Estação de trens de Ramos

Em 1986, a locomotiva Pacific 327 a vapor comemorou os 100 anos da estação e do bairro. Atualmente a estação serve aos trens metropolitanos controlados pela Supervia.
A estação fica perto da quadra da Imperatriz Leopoldinense.
Acessibilidade é um grande problema nesta estação, não modernizada pela Supervia. O acesso subterrâneo da Estação foi o aproveitamento de um "mata-burros" que impedia o acesso gratuito a estação original de trens, e a passarela foi demolida por motivos não conhecidos.

## Plataformas
- Plataforma 1A: Sentido Gramacho e Saracuruna
- Plataforma 1B: Sentido Central